# Valldaura (metrostation)
Valldaura is een metrostation aan Lijn 3 (groene lijn) van de metro van Barcelona. Dit station ligt onder de Passeig de Valldaura tussen Carrer Canigó en Carrer Hedilla. Het is geopend in 2001 als de lijn uit wordt gebreid van Montbau tot Canyelles. Het interieur is ontworpen door Manel Sánchez. Het eilandperron station heeft een ingang vanaf de Carrer Canigó. Rolstoelen hebben toegang tot dit station via liften.